# Warren King (snooker)
Warren King, avstralski igralec snookerja, 1. april 1955.

## Kariera
Njegov največji dosežek je bila uvrstitev v finale turnirja Mercantile Credit Classic, ki je tedaj štel za jakostno lestvico. V finalu je izgubil proti Stevu Jamesu z 10-6. Kingu se nikoli ni uspelo prebiti med najboljših 32 igralcev po svetovni rating lestvici, njegova najboljša uvrstitev je 35. mesto v sezoni 1985/86. Štirikrat se je prebil na glavni turnir Svetovnega prvenstva, a se ni nikoli prebil v drugi krog. V prvi krog se je uvrstil leta 1984 (Steve Davis, 10-3), 1987 (Steve Davis, 10-7), 1988 (John Parrott, 10-4) in 1991 (Stephen Hendry, 10-4).